# Paola Roldán Espinosa
Paola Roldán Espinosa (Quito, 12 de abril de 1981-Quito, 11 de marzo de 2024) fue una activista ecuatoriana conocida por su papel fundamental en la campaña para la despenalización de la eutanasia en Ecuador. Nacida en 1981, Roldán padeció una forma rara de esclerosis lateral amiotrófica (ELA), una enfermedad degenerativa que la dejó postrada en cama y dependiente de un respirador durante sus últimos años.

## Biografía
Roldán tenía una maestría en Asuntos Internacionales por la Universidad de Columbia en New York.
La vida de Paola Roldán experimentó un giro inesperado en agosto de 2020. Durante una sesión de yoga, sufrió un desmayo repentino, y más tarde, mientras empujaba el cochecito de su bebé, experimentó una sensación de asfixia. A pesar de que los exámenes iniciales no revelaron ninguna anomalía, la persistencia de su malestar llevó a Paola a decidir explorar más a fondo la causa subyacente de sus síntomas. Luego tuvo dificultades para manejar su mano y tomar objetos tan rutinarios para una madre como el biberón de su bebé. Después caminaba con dificultad y los médicos en Ecuador le hablaban de exceso de actividad, ejercicio y estrés. En Estados Unidos le diagnosticaron la ELA.
Paola Roldán exploró diversas opciones, desde terapias científicas hasta alternativas, con la constante esperanza de que su organismo pudiera superar la enfermedad. A pesar de sus esfuerzos, después de agosto de 2020, los síntomas se intensificaron, llevándola a hospitalizaciones recurrentes y enfrentándola a complicaciones como infecciones y episodios de atragantamiento.
Experimentó una vida limitada físicamente debido a la esclerosis lateral amiotrófica (ELA), la cual la dejó confinada a una cama y dependiente de un respirador. Ante esta situación, emprendió una demanda legal junto a sus abogados, presentando el caso ante la Corte Constitucional del Ecuador. Su objetivo era obtener lo que ella y su familia consideraban una muerte digna a través de la eutanasia. Este proceso legal buscaba cambiar la percepción y la legislación en torno al derecho a una muerte digna en Ecuador.
A pesar de sus limitaciones físicas, Roldán canalizó su experiencia personal para abogar por el derecho a una muerte digna. Su activismo se centró en la transformación de la percepción pública y la legislación relacionada con la eutanasia en el país sudamericano.
Roldán inició una batalla legal que captó la atención nacional, destacando la necesidad de revisar las leyes existentes sobre la muerte asistida. Su caso sirvió como catalizador para el debate público sobre la autonomía en decisiones trascendentales y generó una reconsideración de las políticas gubernamentales al respecto.
La vida de Paola Roldán y su búsqueda de una muerte digna generó impacto entre los lectores de la publicación Primicias. En la última semana de diciembre, estos lectores tuvieron la oportunidad de votar entre 12 individuos destacados en distintos campos durante el año 2023.

## La Corte Constitucional de Ecuador legaliza la eutanasia
En Ecuador, un país profundamente religioso, Roldán, abrió un debate en Ecuador sobre el derecho a decidir sobre el fin de la vida. En un intercambio de opiniones entre dos posturas divergentes: aquellos que valoran la vida a pesar del sufrimiento de una enfermedad irreversible, y aquellos que creen en el derecho de los pacientes con una enfermedad terminal a decidir sobre el curso de sus vidas.Roldán defiende el derecho a la eutanasia, argumentando que la incapacidad de comunicarse debido al avance de su enfermedad le privaría de su libertad y dignidad. Su caso ha avivado la discusión sobre la legalización de la eutanasia en el país. En una entrevista con CNN en español, Roldán expresó su urgencia por que se legalice la eutanasia, afirmando que una muerte digna es fundamental para una vida digna.
La Corte Constitucional de Ecuador marcó un hito al haber fallado a favor de la despenalización de la eutanasia. El 6 de febrero de 2024, declaró constitucional el derecho de las personas que, debido a un intenso sufrimiento provocado por una lesión corporal grave e irreversible o una enfermedad grave e incurable, buscaran el procedimiento de la muerte asistida. La decisión, respaldada por siete votos a favor y dos en contra, tuvo aplicación inmediata y condicionó la constitucionalidad del artículo 144 del Código Orgánico Integral Penal, que se refiere al homicidio simple. Esto implicó que los médicos que practicaran la eutanasia no enfrentaran sanciones penales, reconociendo además el derecho a la objeción de conciencia de los médicos que optaran por no participar en el proceso, siempre y cuando facilitaran el traslado a otro profesional dispuesto a asistir al paciente. El fallo enfatizó el derecho a la autonomía personal y a una vida digna, no limitada únicamente a la subsistencia, según Farith Simon, uno de los abogados involucrados en la causa.

## Publicación
Paola Roldán, diagnosticada con una compleja enfermedad que afectaba el 95 % de su cuerpo hace tres años, experimentó una transformación significativa en su vida. A pesar de llevar una existencia saludable, su realidad cambió en 2020 cuando los síntomas de esta enfermedad degenerativa, que ataca y destruye las células nerviosas que controlan los músculos del cuerpo, empezaron a manifestarse. En medio de su lucha contra esta condición, Roldán encontró una forma única de expresión en la obra titulada "TI SI WHAT TI SI". Esta creación literaria surgió como resultado de la sugerencia de su esposo Nicolás, quien temía no poder transmitirle a su hijo, Oliver, la totalidad de la experiencia vivida con la enfermedad. A lo largo del proceso, el libro se convirtió en un medio para la introspección y el autodescubrimiento de Roldán, sirviendo como un recipiente para procesar sus experiencias internas, reorganizar historias y recodificar memorias. En sus propias palabras compartidas en su cuenta personal de Instagram, Roldán reveló que el libro se convirtió en una necesidad urgente para liberar las ideas que rondaban en su mente y que requerían ser expresadas.
En la conmemoración del Día Internacional de la Mujer, Paola Roldán recibió reconocimientos de instituciones académicas, medios periodísticos y entidades culturales. Expresó su agradecimiento a través de su cuenta en la plataforma X, previamente conocida como Twitter, compartiendo reflexiones sobre su experiencia. Roldán destacó que, al buscar reconocimiento por sus méritos laborales, este no se materializó según sus expectativas. Reveló que romper su burbuja de anonimato resultó difícil, pero agradeció a la vida por enseñarle lecciones de humildad. Subrayó que su reconocimiento llegó cuando buscaba contribuir para otros y no solo para sí misma. Su mensaje culminó con su deseo más profundo: legar a su hijo un mundo más solidario, compasivo, amoroso y colaborativo, comprometiéndose a perseguir este propósito hasta su último aliento.

## Fallecimiento
El 11 de marzo de 2024, Paola Roldán falleció, en Quito, debido a las complicaciones derivadas de su enfermedad, Según confirmaron sus abogados, la muerte de Roldán sucedió por causas naturales. Sus familiares informaron su deceso a través de un comunicado oficial. Su legado perdura en la modificación de la percepción social sobre el derecho a una muerte digna en Ecuador, marcando un hito en la historia de la legislación relacionada con la eutanasia en el país.

### Sus últimas palabras
La familia de Paola destacó su valentía y determinación, reconociendo su papel en el cambio de la legislación ecuatoriana para permitir la muerte digna de personas con condiciones médicas terminales. Agradecieron el amplio apoyo recibido por parte del país hacia la causa de Paola. Expresaron su conmoción por las muestras de solidaridad y compasión, las cuales fortalecieron la convicción de Paola hasta el final. Paola falleció en paz, rodeada de su familia, dejando un mensaje de amor "Les amo" para quienes la acompañaron.

### Funeral
Paola compartió su visión para su funeral, al que llamó un "FUNeral", destacando el componente de diversión. Expresó su deseo de que las personas vistan colores del arcoíris y escriban historias compartidas en papeles de colores. Quiso que se escuchara a su hijo jugando felizmente en un campo abierto con otros niños, prometió visitar a sus seres queridos como un colibrí, y afirmó que sería una separación temporal, ya que volverían a estar juntos. El funeral de Paola fue el miércoles 13 de marzo de 2024 en una hacienda en Pifo, en el nororiente de Quito. Sus familiares pidieron, por deseo de Paola Roldán, a los asistentes que no vistan de negro.